# Кнабе, Георгий Степанович
Гео́ргий Степа́нович Кна́бе (20 августа 1920, Коканд — 30 ноября 2011, Москва, Россия) — советский и российский историк, филолог, философ, культуролог и переводчик. Кандидат филологических наук (1956), доктор исторических наук (1983), профессор.

## Биография
Родился 20 августа 1920 года в Коканде в семье немца и француженки. С детства владел, как родным, французским языком, даже раньше, чем русским. Немецкие предки происходили предположительно из района Дессау, откуда приехали в XIX веке через Швецию в Россию. Отец Степан Адольфович Кнабе был директором Кокандского отделения Русско-Азиатского банка. В 1922 году семья переехала в Москву и с 1924 года жила в районе Арбата. Степан Адольфович Кнабе работал заведующим товарным отделом Московского отделения Средне-Азиатского коммерческого банка. Вскоре родители развелись. Георгий остался с матерью. Надежда Александровна Кнабе устроилась на работу в Наркомат тяжелой промышленности.
Впоследствии Георгий Степанович Кнабе указывал, что родился в семье преподавателей гимназии.
С 1928 по 1938 год учился в школе  № 10 (с 1934 года  № 110). В 1938 году поступил на литературный факультет МИФЛИ. В октябре 1941 года добровольцем ушёл на фронт: рядовой 1-го стрелкового полка 1-й дивизии 3-й Ударной армии. Был тяжело ранен в голову в бою за г. Осташков на Северо-Западном фронте, комиссован после пребывания в госпитале.
В 1943 году с отличием окончил Московский государственный университет по специальности «иностранные языки и западная литература».
С июня 1942 по сентябрь 1945 года работал в отделе печати Всесоюзного общества культурной связи с заграницей (ВОКС).
В 1945—1946 годах — в Московском государственном педагогическом институте иностранных языков.
В 1946—1949 годах — на курсах иностранных языков Мосгороно.
В 1949—1956 годах — в Курском государственном педагогическом институте.
В 1956 году защитил диссертацию на соискание ученой степени кандидата филологических наук  на тему «„Племянник Рамо“ Дидро».
В 1956—1961 годах работал в Академии педагогических наук РСФСР.
В 1961—1986 годах возглавлял кафедру иностранных языков во Всесоюзном государственном институте кинематографии. В 1977 году под его редакцией вышел «Учебник английского языка для вузов искусств».
В 1983 году защитил диссертацию на соискание ученой степени доктора исторических наук на тему «Корнелий Тацит и социально-политические противоречия раннего принципата в Риме».
Решением Высшей аттестационной комиссии от 1 февраля 1985 года ему было присвоено ученое звание профессора.
С 1986 по 1990 год — профессор кафедры эстетики ВГИКа.
В 1990—1992 годах работал в Московском государственном университете.
С 1992 года — главный научный сотрудник Института высших гуманитарных исследований РГГУ. Автор курсов «История мировой культуры (незападные культуры, европейские культуры)» и «Русская античность: Содержание, роль и судьба античного наследия в культуре России»).
Действительный член Российской академии гуманитарных исследований. Вице-президент Российской ассоциации антиковедов. Член редакционно-издательского совета международного журнала по классической традиции (International Journal of the Classical Tradition). Член бюро международного издания «Корпус античных ваз» (Corpus Vasorum antiquorum).
Участвовал в подготовке к изданию «Истории» Корнелия Тацита (Л., 1969). Автор вступительной статьи, составитель, переводчик книги: Цицерон. «Эстетика. Трактаты. Речи. Письма» (М., 1994).
Направления научных исследований: культура и история Древнего Рима; античное наследие в русской культуре, то есть рецепция античной культуры (в первую очередь римской) в России; семиотика культуры (преимущественно современной).
Похоронен в Москве на Введенском кладбище (13 уч.).

## Семья
Единокровный брат – Адольф Степанович Чернецкий (17 мая 1926–1998).
Вторая жена (с 1960 года) — Ревекка Борисовна Иоффе (псевдоним — Р. Сашина; 1924—2008), литератор, переводчик художественной прозы с испанского языка. Её дед (со стороны матери), зубной врач Дон Львович Аронсон, был родным братом скульптора Наума Аронсона и искусствоведа Лазаря Аронсона.

## Научные труды
Автор более 150 научных публикаций, в том числе:
- Кнабе Г. С. Multi bonique и pauci et validi в римском сенате эпохи Нерона и Флавиев. // Вестник древней истории. — 1970. — № 3.
- Кнабе Г. С. К биографии Тацита. // Вестник древней истории. — 1978. — № 2.
- Кнабе Г. С. Римская биография и Жизнеописание Агриколы Тацита. // Вестник древней истории. — 1980. — № 4.
- Кнабе Г. С. Корнелий Тацит: Время. Жизнь. Книги Архивная копия от 25 сентября 2016 на Wayback Machine. — М.: Наука, 1981 (в сер. «Научные биографии»).
- Кнабе Г. С. Образ бытовой вещи как источник исторического познания // Вещь в искусстве: Материалы научной конференции 1984. Вып. XVII. — М., 1986.
- Кнабе Г. С. Древний Рим — история и повседневность: очерки Архивная копия от 9 ноября 2014 на Wayback Machine. — М., 1986.
- Кнабе Г. С. Категория престижности в жизни древнего Рима // Быт и история в античности / отв. редактор Г. С. Кнабе. — М.: Наука, 1988. — С. 143—169
- Кнабе Г. С. Диалектика повседневности // Вопросы философии. — 1989. — № 5.
- Кнабе Г. С. Феномен рока и контркультура // Вопросы философии. — 1990. — № 8.
- Кнабе Г. С. Воображение знака: Медный всадник Фальконе и Пушкина. — М., 1993.
- Кнабе Г. С. Материалы к лекциям по общей теории культуры и культуре античного Рима: Учебное пособие. — М., 1993.
- Кнабе Г. С. Понятие энтелехии и история культуры. // Вопросы философии. — 1993. — № 5.
- Кнабе Г. С. Знак. Истина. Круг.(Ю. М. Лотман и проблема постмодерна) Архивная копия от 5 марта 2016 на Wayback Machine (Доклад на заседании памяти Ю. М. Лотмана (Лотмановских чтениях) в РГГУ в декабре 1993 г.) // Лотмановский сборник. — М., 1995. — Т. 1. — С. 266—277
- Кнабе Г. С. Гротескный эпилог классической драмы: античность в Ленинграде 20-х годов. — М., 1996.
- Кнабе Г. С. Метафизика тесноты: Римская империя и проблемы отчуждения // Вестник древней истории. — 1997. — № 3.
- Кнабе Г. С. Москва и «московский текст» русской культуры: Сборник статей. — М., 1998. (ответственный редактор, автор статьи «Арбатская цивилизация и арбатский миф».).
- Кнабе Г. С. Identification de senses semiotiques et histoire de la culture // Les entre-lieux de la culture. Quebec, 1998. — P. 347—356.
- Кнабе Г. С. Русская античность: содержание, роль и судьба античного населения в культуре России. М.: РГГУ, 1999, 240 с.
- Кнабе Г. С. Русская античность: Содержание, роль и судьба античного населения в культуре России: Программа-конспект лекционного курса. — М., 2000.
- Кнаббе Г.С. Служить народу, а не власти. Протоинтеллигенция или Как зарождалось на Руси третье сословие // Родина. - № 8. - 2001. С. 50 - 54.
- Кнабе Г. С., Кондаков И. В., Кузнецова Т. Ф. Культурология. История мировой культуры. — М., 2003.
- Кнабе Г. С. Основы общей теории культуры. Двуединство культуры Архивная копия от 27 мая 2012 на Wayback Machine // Пустовит А. В. История европейской культуры. Учебное пособие. Киев, 2004.
- Кнабе Г. С. Местоимения постмодерна. — М, 2004.
- Кнабе Г. С. Вторая память Мнемозины. Архивная копия от 9 ноября 2014 на Wayback Machine // Вопросы литературы. — № 1. — 2004.
- Кнабе Г. С. Об Аверинцеве. Архивная копия от 2 октября 2013 на Wayback Machine // Вопросы литературы. — № 6. — 2004.
- Кнабе Г. С. Тургенев, античное наследие и истина либерализма. Архивная копия от 9 ноября 2014 на Wayback Machine // Вопросы литературы. — № 1. — 2005.
- Кнабе Г. С. Норма и символ. Архивная копия от 10 ноября 2012 на Wayback Machine // Вопросы литературы. — № 2. — 2006.
- Кнабе Г. С. Древо познания и древо жизни. — М., 2006. (Две работы из этой книги: Метафизика тесноты: Римская империя и проблема отчуждения Архивная копия от 18 марта 2009 на Wayback Machine и Античное письмо Архивная копия от 18 ноября 2011 на Wayback Machine)
- Кнабе Г. С. Булат Окуджава и культурно-историческая мифология. От шестидесятых к девяностым. Архивная копия от 29 октября 2013 на Wayback Machine // Вопросы литературы. — № 5. — 2006.
- Кнабе Г. С. Эти пятьдесят лет. Архивная копия от 30 октября 2013 на Wayback Machine // Вопросы литературы. — № 2. — 2007.
- Кнабе Г. С. Европа с римским наследием и без него. — СПб, 2011

## Публицистика
- Кнабе Г. С. Энтелехия как явление мировой культуры. Архивная копия от 10 ноября 2012 на Wayback Machine // «Иностранная литература». — № 2. — 1993 г.
- Кнабе Г. С. Конец мифа. Архивная копия от 29 октября 2013 на Wayback Machine // «Старое литературное обозрение». — № 1(277). — 2001 г.